# Calypogeia fissa
Calypogeia fissa là một loài rêu tản trong họ Calypogeiaceae. Loài này được (L.) Raddi miêu tả khoa học lần đầu tiên năm 1818.

## Hình ảnh

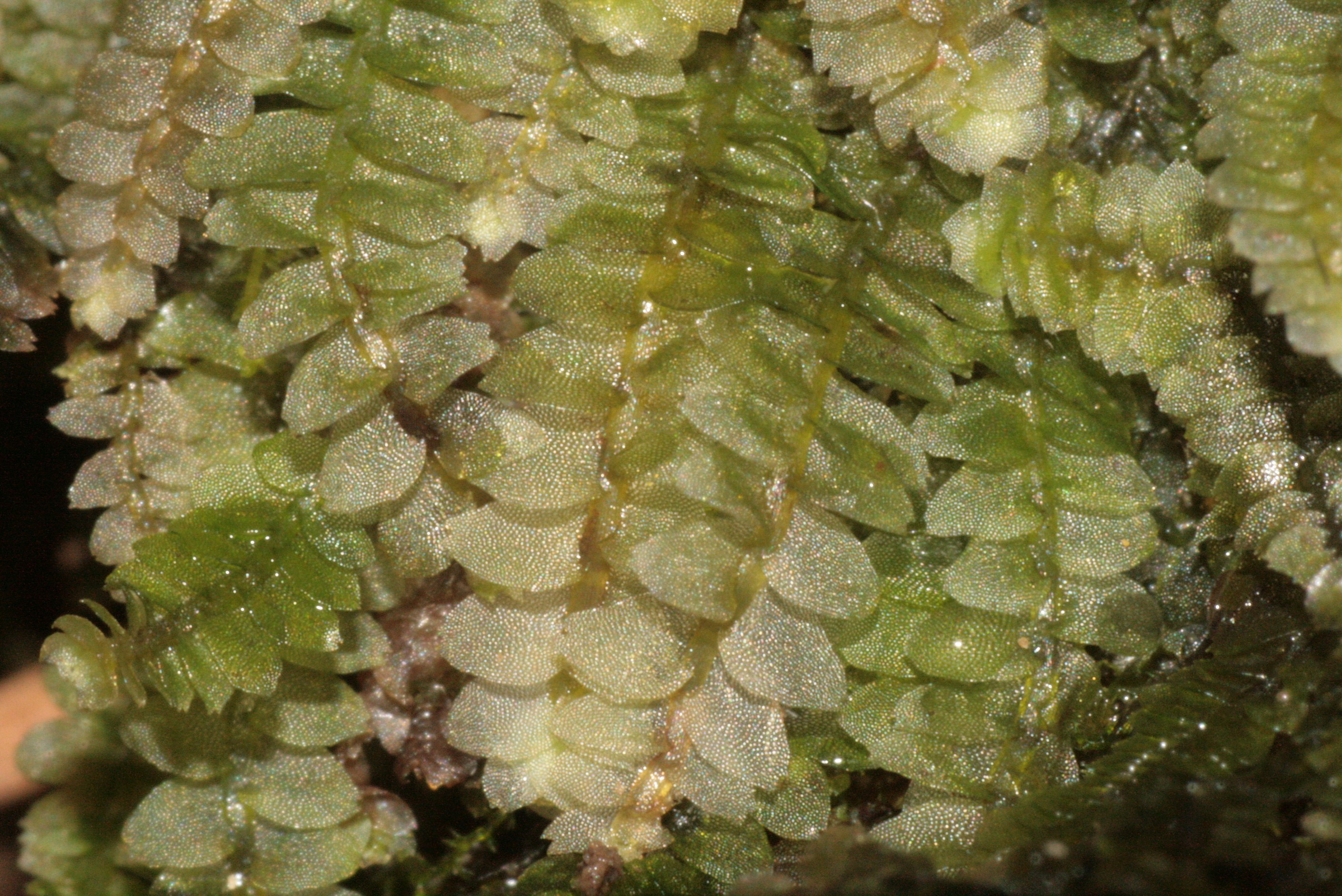
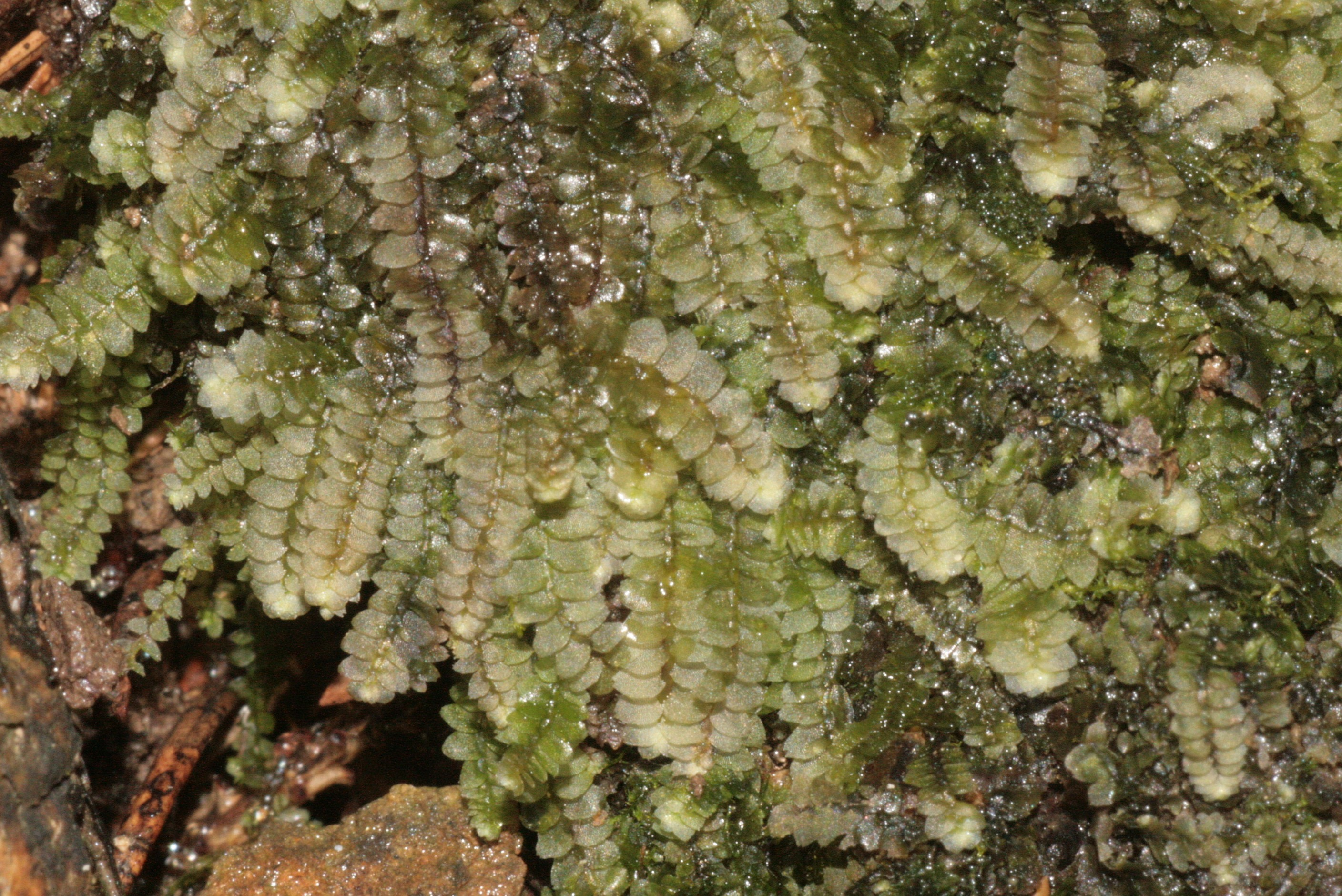
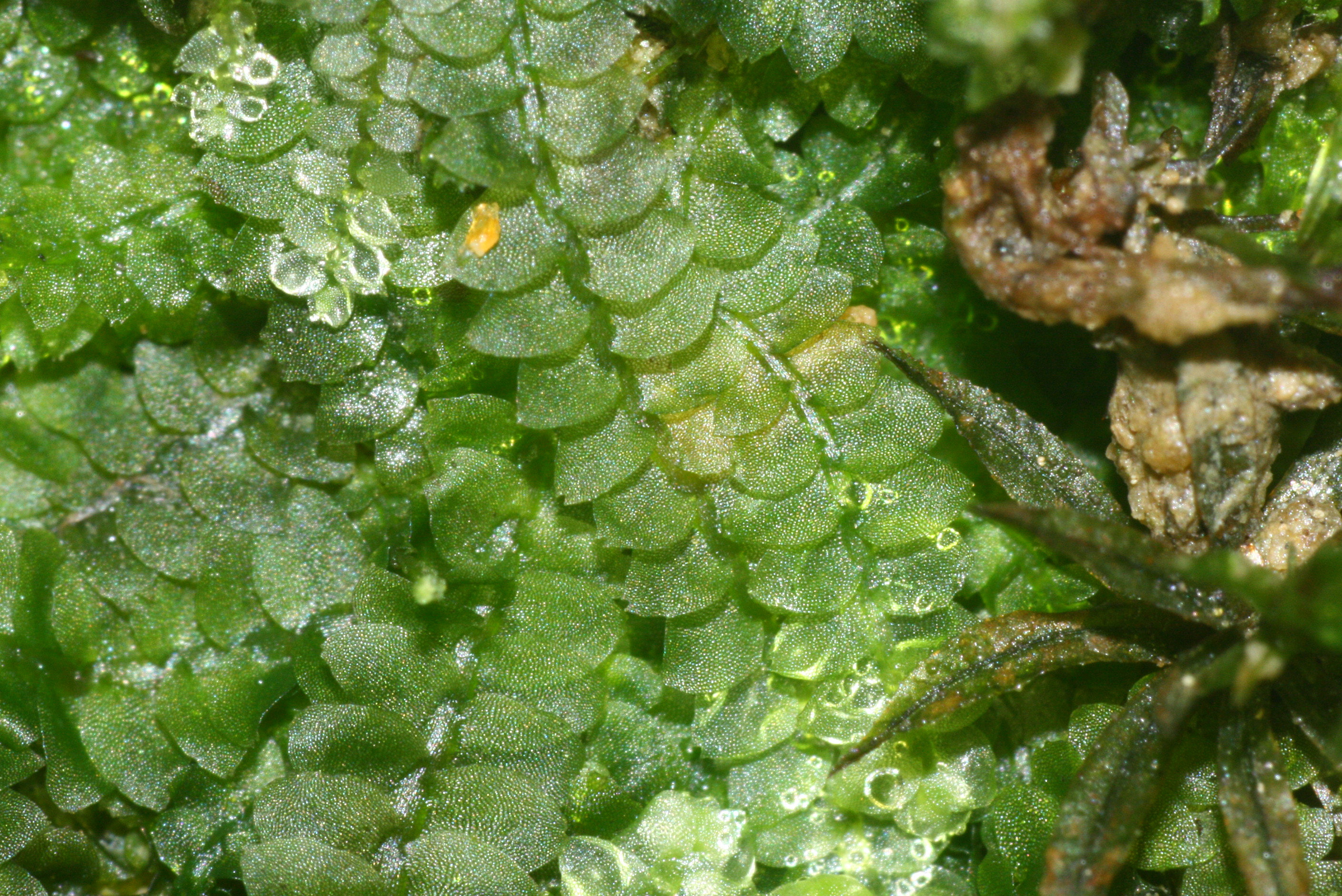
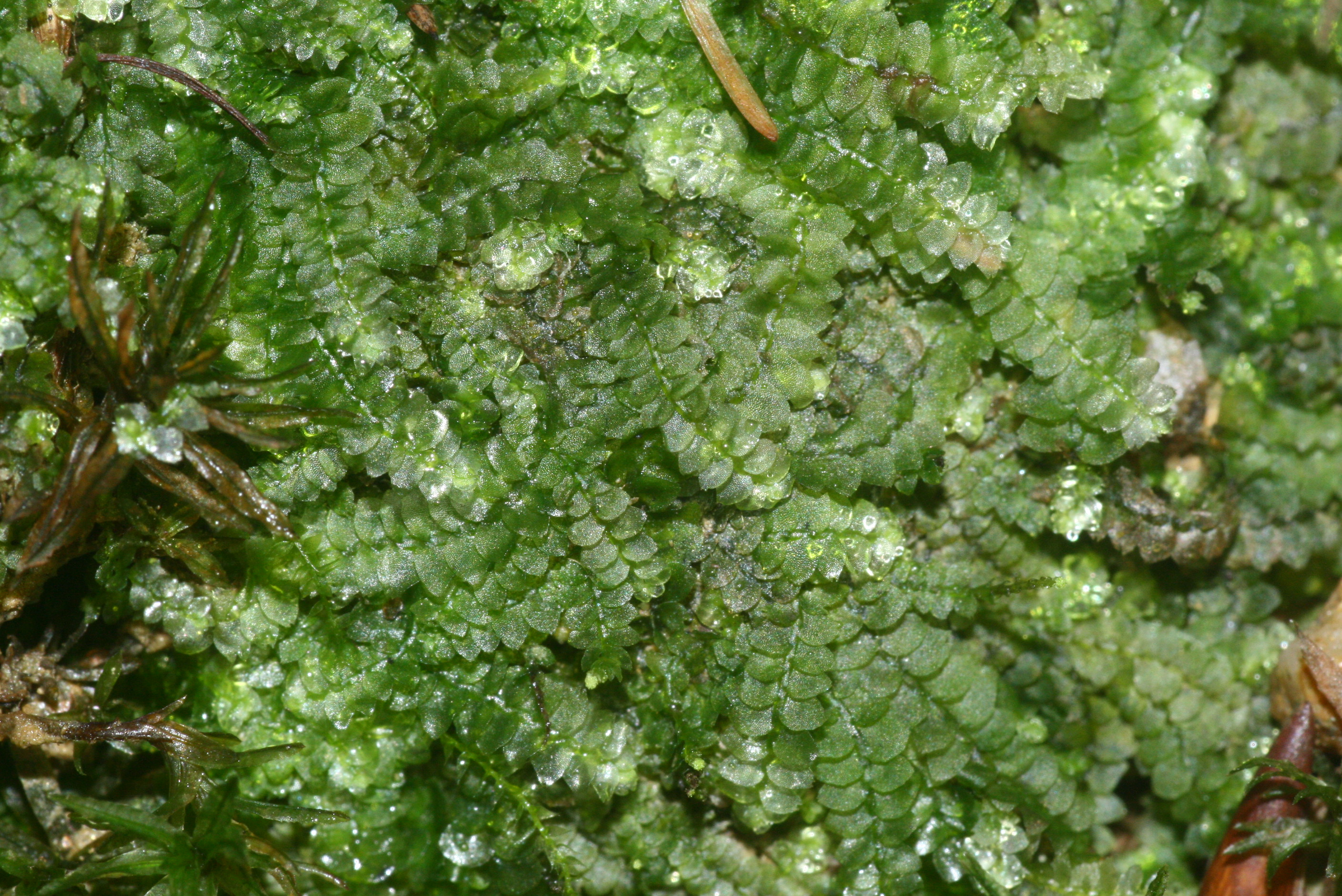